# Digama septempuncta
Digama septempuncta är en fjärilsart som beskrevs av George Francis Hampson 1910. Digama septempuncta ingår i släktet Digama och familjen björnspinnare. Inga underarter finns listade i Catalogue of Life.